# دهستان چم کوه
دهستان چم کوه نام دهستانی در بخش باغ بهادران شهرستان لنجان، استان اصفهان در ایران است.

## جمعیت
براساس سرشماری مرکز آمار ایران در سال ۱۳۸۵، جمعیت آن ۱۵۳۶۲ نفر (۱۵۷۸ خانوار) بوده‌است.